# Mai dire mai
Mai Dire Mai es el tercer álbum de la cantante italiana Anna Tatangelo. En este álbum Tatangelo debuta como letrista en "Averti qui" y "Lo so che finirà".
Fue publicado el 2 de noviembre de 2007. Como en los precedentes, en este álbum ha colaborado activamente Gigi D'Alessio, cantante, en compañía de Tatangelo.
El 29 de febrero de 2008 sale una nueva versión, con la canción "Il mio amico" cantada con Michael Bolton.

## Lista de canciones
| #   | Canción                                         | Duración |
| --- | ----------------------------------------------- | -------- |
| 01. | "Averti Qui" A. Tatangelo, G. D'Alessio         | 3:51     |
| 02. | "Sono Fatta Così" M. Greco                      | 3:37     |
| 03. | "Lo So Che Finirà" A. Tatangelo, G. D'Alessio   | 3:42     |
| 04. | "La Più Bella" A. Pennino, G. D'Alessio         | 3:55     |
| 05. | "Cosa Ne Sai" S. Grandi, G. Curreri, N. Fragile | 4:12     |
| 06. | "Sorvolando" M. Fasano, A. Annona, V. Annona    | 3:30     |
| 07. | "Sono Quello Che Vuoi Tu" A. Mancuso            | 4:37     |
| 08. | "Sei Come Me" M. Greco                          | 3:05     |
| 09. | "Un'ora Che Ti Ho Perso" G. D'Alessio           | 4:09     |
| 10. | "Qui" R. Di Pietro                              | 3:21     |
| 11. | "Mai Dire Mai" M. Greco                         | 4:00     |

## Lista de canciones (2008)
| #   | Canción                                                      | Duración |
| --- | ------------------------------------------------------------ | -------- |
| 01. | "Il Mio Amico" G. D'Alessio                                  | 3:36     |
| 02. | "Averti Qui" A. Tatangelo, G. D'Alessio                      | 3:51     |
| 03. | "Sono Fatta Così" M. Greco                                   | 3:37     |
| 04. | "Lo So Che Finirà" A. Tatangelo, G. D'Alessio                | 3:42     |
| 05. | "La Più Bella" A. Pennino, G. D'Alessio                      | 3:55     |
| 06. | "Cosa Ne Sai" S. Grandi, G. Curreri, N. Fragile              | 4:12     |
| 07. | "Sorvolando" M. Fasano, A. Annona, V. Annona                 | 3:30     |
| 08. | "Sono Quello Che Vuoi Tu" A. Mancuso                         | 4:37     |
| 09. | "Sei Come Me" M. Greco                                       | 3:05     |
| 10. | "Un'ora Che Ti Ho Perso" G. D'Alessio                        | 4:09     |
| 11. | "Qui" R. Di Pietro                                           | 3:21     |
| 12. | "Mai Dire Mai" M. Greco                                      | 4:00     |
| 13. | "Il Mio Amico" con Michael Bolton G. D'Alessio, L. Brancucci | 3:37     |

- Datos: Q1063136